# Station Rębusz
Station Rębusz is een spoorwegstation in de Poolse plaats Rębusz.